# Миланово (Шуменская область)
Миланово (болг. Миланово) — село в Болгарии. Находится в Шуменской области, входит в общину Велики-Преслав. Население составляет 621 человек.

## Политическая ситуация
В местном кметстве Миланово, в состав которого входит Миланово, должность кмета (старосты) исполняет Ариф Мехмед Мехмед (Движение за права и свободы (ДПС)) по результатам выборов правления кметства.
Кмет (мэр) общины Велики-Преслав — Димо Петров Бодуров Граждане за европейское развитие Болгарии (ГЕРБ)) по результатам выборов в правление общины.